# Боба і слон
«Боба і слон» (рос. «Боба и слон») — російський радянський повнометражний кольоровий художній фільм для дітей, поставлений на кіностудії «Ленфільм» в 1972 режисером Аугустом Балтрушайтісом.

## Зміст
Коли з великого зоопарку в Ленінграді утікає справжній слон, дорослі збиваються з ніг, щоб відшукати та повернути тварину назад. Однак удається це тільки маленькому хлопчику, для якого слон став справжнім другом. Хлопчик ласкою приводить слона в зоопарк.

## Ролі
- Денис Кучер — Боба (роль озвучила — Маргарита Корабельникова)
- Аріна Аракелова - Марина
- Гелій Сисоєв — служитель зоопарку, батько Марини
- Ірина Куберська — мама Боби, продавчиня морозива у зоопарку
- Георгій Штиль — Ігор Аркадійович, директор зоопарку
- Юрій Соловйов — капітан-танкіст
- Борис Аракелов — лейтенант міліції
- Олена Андерегг — бабуся Боби
- Тетяна Бузян — епізод
- Лілія Гурова — жінка в черзі
- Герман Колушкін — водій фури
- Володимир Костін — міліціонер
- Борис Лескін — головний адміністратор цирку
- Олександр Липов — міліціонер на мотоциклі
- Олексій Смирнов — водій поливної машини
- Анатолій Степанов — міліціонер, черговий у відділенні
- Аркадій Трусов — сторож в зоопарку
- Любов Тищенко — білетерка
- Олег Хроменков — водій самоскида
- Віра Титова — пасажирка автобуса (в титрах не вказана)

## Знімальна група
- Автор сценарію - Віктор Голявкін
- Режисер-постановник - Аугуст Балтрушайтіс
- Головний оператор - Микола Строганов
- Художниця-постановниця - Лариса Шилова
- Композитор - Станіслав Пожлаков
- Звукооператор - Арнольд Шаргородський
- Режисерка - Ольга Баранова
- Оператор — А. Горбоносов
- Текст пісень - Гліба Горбовського
- Редактор - Микита Чирсков
- Художник по костюмах - Л. Дудко
- Грим - Г. Вдовиченко
- Монтаж - Тетяни Пулина
- Дресирувальник слона - Борис Баранов
- Асистенти: 
  - Режисера - Б. Манілова, В. Кравченко
  - Оператора - К. Тихомиров
- Комбіновані зйомки:
  - Оператор - Дмитро Желубовська
  - Художник - В. Соловйов
- Ленінградський державний концертний оркестр
під управлінням — Анатолія Бадхен
- Директор картини - Андрій Лавров

## Музика у фільмі
- У фільмі звучить пісня «Рожевий слон» (муз. Станіслав Пожлаков на вірші Гліба Горбовського) у виконанні Олени Дріацької.

Где баобабы вышли на склон,

Жил на поляне розовый слон.

Может и был он чуточку сер,

Обувь носил он сотый размер...

- У радіоефірі зоопарку звучить пісня «Топ-Топ» (також на музику С. Пожлакова) у виконанні Майї Кристалінської.

## Пісня «Рожевий слон»
Пісня «Рожевий слон», написана для фільму Станіславом Пожлаковим на вірші Гліба Горбовського, після виходу фільму набула особливої популярності. Вона увійшла до репертуару багатьох дитячих вокальних колективів, рекомендується до прослуховування на уроці літературного читання в молодших класах при вивченні творчості Гліба Горбовського.
Естрадним виконавцем пісні став Женя Осін. Пісня «Рожевий слон» увійшла до його альбом 2001 року «Бублик і батон».

## Факти
- У фільмі знімався вихованець Ленінградського зоопарку африканський слон Бобо (єдиний африканський слон, який містився в цьому зоопарку за всю його історію). Слон знявся також у фільмах «Сьогодні — новий атракціон», «Старожил» та інших.
- У 1975 році ленінградським видавництвом «Дитяча література» була видана кіноповість В. Голявкіна «Боба і Бобоша» за мотивами сценарію фільму з ілюстраціями Світозара Острова (тираж — 150 000 примірників).